# Microregiunea Szob
Microregiunea Szob (în maghiară Szobi kistérség) a fost o microregiune statistică (kistérség) din județul Pest, Ungaria.
Cu o populație de 12.333 locuitori și o suprafață de 312,62 km2, aceasta a existat până în 2014, când în Ungaria, microregiunile ”kistérségek” au fost înlocuite de districte (járások).